# I en sal på lasarettet
I en sal på lasarettet (även kallad Lasarettvisan eller Den sjuka flickan) är en visa om en flicka som blir sjuk i tuberkulos och dör på sjukhuset. Sångens närmare ursprung är okänt. Det finns däremot en omfattande och spridd sägenbildning om visans tillkomst, berättelser om hur den lilla flickan vårdades på sjukhus eller sanatorium – ofta namngivna men varierande från fall till fall. Efter att flickan avlidit skall läkaren, eller i några enstaka fall sjuksköterskan, ha skrivit visan.

## Spridning och ursprung
Visan förekommer (2013) i Sverige, Norge och Danmark. I Norge tillskrivs den Dr Nicolay Bath som var överläkare på Namdal sjukhus och där ska ha skrivit den 1896 med bakgrund av en sann historia om en lungsjuk patient han behandlade.
1986 frågade visforskaren Lennart Kjellgren i en artikel ICA-kurirens läsare efter visans ursprung och fick in 55 brevsvar. Tolv olika lasarett eller sanatorier angavs i lika många orter, samt minst fem namngivna personer som skulle vara upphovsperson till visan. I fem av breven angavs som upphovsman doktor Per Olof Clarholm vid Karlstads lasarett. Ingen av brevskrivarna kunde dock presentera hundraprocentiga bevis för sina uppgifter. 
Sannolikt har visan danskt ursprung, även om uppgifter finns från Dansk folkemindesamling att den danska varianten är en översättning av en norsk visa som funnits i handskrivna exemplar i Alf Prøysens samlingar
I en artikel om visan av visforskaren Eva Danielson ges följande vid handen. Visan kan antas ha kommit till mellan 1910 och 1915. Mer exakt kan inte de äldsta beläggen dateras. Det material om visan som finns tillgängligt, främst i Dansk folkemindesamling och Svenskt visarkiv, antyder att visan började sjungas i Köpenhamn strax efter 1910, troligen först av gårds- och gatumusikanter – kanske hade någon av dem författat texten själv eller beställt den, till en redan bekant melodi, också den tills vidare av okänt ursprung. Något senare trycktes en vistext med titeln Den lille syge pige två gånger, både i ett skillingtryck och i en visbok, av Danmarks största skillingtrycksproducent, Strandbergs förlag i Köpenhamn. Båda trycken är odaterade, men de har troligen tryckts tidigast 1912. Till innehållet är denna visa identisk med Lasarettvisan, men den är mer litterär i sin språkliga utformning. Ett bevarat manuskript från Strandbergs förlag antyder att man köpt en bearbetad version av vistexten, och sedan har förlaget arbetat om den ytterligare, bland annat genom att lägga till tre strofer. Den troligtvis tidigaste varianten skrevs ned på danska i en skånsk visbok i samband med, eller kort efter att, bokens ägare var på besök i Köpenhamn hösten 1913. Visan heter där I en sal paa Hospitalet och är ett mellanting mellan Strandbergs bearbetade version och den förenklade versionen i dagens danska tradition. Strandbergs mer litterära variant synes inte ha haft någon betydelse för visans tradering i Danmark. 1947 gav Wilhelm Hansens förlag ut Et dusin gårdsange där en variant av visan finns med. Samma variant trycktes, med underrubriken Gårdsangervise, i serien Lystige viser 2, 1953. Den sjöngs också upprepade gånger i den danska TV-serien Riket 1994.
I Sverige brukar sången felaktigt betraktas som ett skillingtryck, eftersom den påminner om visorna i den sena skillingtryckstraditionen, med tydliga sentimentala inslag. Dock trycktes den aldrig i Sverige som skillingtryck. Den finns avskriven i några få vaxduksböcker, men i huvudsak har den spritts genom muntlig tradition från 1920-talet och framåt, inte minst barn emellan. Den första tryckta svenska versionen är från 1934 i visboken Ur folkpoesins skattkammare, då under namnet Den sjuka flickan .

## Inspelningar (urval)
Lapp-Lisa sjöng den 3 december 1948 in en version av denna sång med titeln I en sal på barnsjukhuset, som utkom på skiva i april 1952. Maritza Horn tog 1978 med visan på sitt album med skillingtryck, Jämmer och elände, under titeln Lasarettvisan. Den versionen låg på Svensktoppen i fem veckor under perioden 3 juni–1 juli 1979, med niondeplats som bästa resultat .
Freddie Wadling sjöng in visan, under titeln Lasarettsvisan, på sin skiva Skillingtryck och mordballader år 2000. 
Thomas Di Leva gjorde en version av visan på samlingsalbumet Min skattkammare 2000.
Studentorkestern LiTHe Blås från Linköpings Tekniska Högskola gav 2001 ut en version av sången på sin skiva Bäst i klas(s)en. Det som tydligt kännetecknar denna version är storbandsjazz-arrangemanget av sången.

## Publikation
- Palm Anders, Stenström Johan, red (1999). Barnens svenska sångbok. Stockholm: Bonnier. Libris 8345222. ISBN 91-0-057050-8 (inb.) under rubriken "Hemma i världen".